# Saison 2 de Game Shakers
Chronologie
Saison 1 Saison 3
Cet article présente les épisodes de la deuxième saison de la série télévisée américaine Game Shakers diffusée du 17 septembre 2016 au 4 novembre 2017 sur Nickelodeon.
En France, la deuxième saison est diffusée du 5 juin 2017 au 13 octobre 2018 sur Nickelodeon France.

## Distribution

### Acteurs principaux
- Cree Cicchino (VFB : Shérine Seyad) : Babe
- Madisyn Shipman (VFB : Elisa Poisot) : Kenzie
- Benjamin Flores Jr. (VFB : Raphaëlle Bruneau): Triple G
- Thomas Kuc (VFB : Thibaut Delmotte) : Hudson
- Kel Mitchell (VFB : Erwin Grünspan) : Double G

### Acteurs récurrents
- Sheldon Bailey (VFB : Nicolas Matthys) : Ruthless
- Bubba Ganter (VFB : Stany Mannaert) : Bunny
- Regi Davis (VFB : Tony Beck) : Mr. Sammich
- Rachna Khatau : Pam Chowdree

## Épisodes

### Épisode 1:Main codante
- États-Unis : 17 septembre 2016 sur Nickelodeon
- France : 8 juin 2017 sur Nickelodeon France

- États-Unis : 1,56 million de téléspectateurs[1] (première diffusion)

- Shel Bailey : Ruthless
- Bubba Ganter : Bunny
- Tanner Buchanan : Mason
- Dan Gauthier : Dr Levitz
- Bob Glouberman : Dr Kotch

### Épisode 2:Le Niveau secret
- États-Unis : 24 septembre 2016 sur Nickelodeon
- France : 11 novembre 2016 sur Nickelodeon France

- États-Unis : 1,57 million de téléspectateurs[2] (première diffusion)

- Shel Bailey : Ruthless
- Tanner Buchanan : Mason
- Regi Davis : Mr. Sammich
- Bubba Ganter : Bunny

### Épisode 3:Un doigt très âgé
- États-Unis : 1er octobre 2016 sur Nickelodeon
- France : 9 novembre 2016 sur Nickelodeon France

- États-Unis : 1,36 million de téléspectateurs[3] (première diffusion)

- Shel Bailey : Ruthless
- Lisa Foiles : Mrs. Carlton
- Bubba Ganter : Bunny
- Jaime Moyer : Brenda

### Épisode 4:Buck le rat magique
- États-Unis : 8 octobre 2016 sur Nickelodeon
- France : 10 novembre 2016 sur Nickelodeon France

- États-Unis : 1,61 million de téléspectateurs[4] (première diffusion)

- Shel Bailey : Ruthless
- Bubba Ganter : Bunny
- Brian Kimmet : Walton Groats

### Épisode 5:L'Homme qui détestait les bébés
- États-Unis : 5 novembre 2016 sur Nickelodeon
- France : 13 juin 2016 sur Nickelodeon France

- États-Unis : 1,43 million de téléspectateurs[5] (première diffusion)

- Shel Bailey : Ruthless
- Bubba Ganter : Bunny
- Todd Bosley : Teague

### Épisode 6:Mordu de jeux vidéo
- États-Unis : 12 novembre 2016 sur Nickelodeon
- France : 14 novembre 2016 sur Nickelodeon France

- États-Unis : 1,75 million de téléspectateurs[6] (première diffusion)

- Bubba Ganter : Bunny
- Donis Leonard, Jr. : Scud
- Dre Swain : Roz

### Épisode 7:Le Banc de Babe
- États-Unis : 19 novembre 2016 sur Nickelodeon
- France : 5 juin 2017 sur Nickelodeon France

- États-Unis : 1,85 million de téléspectateurs[7] (première diffusion)

- Shel Bailey : Ruthless
- Bubba Ganter : Bunny
- Justin Chu Cary : Lumpy
- Antony Del Rio : Sausage
- Moses Haughton, Jr. : Hatchit
- Philip AJ Smithey : Joe
- Damon Standifer : Stumpy

### Épisode 8:Le Projet Mason Kendal
- États-Unis : 11 février 2017 sur Nickelodeon
- France : 9 juin 2017 sur Nickelodeon France

- États-Unis : 1,63 million de téléspectateurs[8] (première diffusion)

- Shel Bailey : Ruthless
- Bubba Ganter : Bunny
- Tanner Buchanan : Mason Kendall
- Brian Michael Jones : Roy

### Épisode 9:Bunger Games
- États-Unis : 18 février 2017 sur Nickelodeon
- France : 6 juin 2017 sur Nickelodeon France

- États-Unis : 1,43 million de téléspectateurs[9] (première diffusion)

- Shel Bailey : Ruthless
- Bubba Ganter : Bunny
- Brittany Gandy : Kayla Bunger

### Épisode 10:Mariage pluvieux...
- États-Unis : 25 février 2017 sur Nickelodeon
- France : 7 juin 2017 sur Nickelodeon France

- États-Unis : 1,51 million de téléspectateurs[10] (première diffusion)

- Shel Bailey : Ruthless
- Bubba Ganter : Bunny
- Allison Bills : Marla
- Todd Bosley : Teague
- Courtney Richards : Jordan

### Épisode 11:Ours Fesses Laser Race
- États-Unis : 4 mars 2017 sur Nickelodeon
- France : 14 juin 2017 sur Nickelodeon France

- États-Unis : 1,41 million de téléspectateurs[11] (première diffusion)

- Shel Bailey : Ruthless
- Bubba Ganter : Bunny

### Épisode 12:Lebonpetitcoin
- États-Unis : 18 mars 2017 sur Nickelodeon
- France : 13 juin 2017 sur Nickelodeon France

- États-Unis: 1,33 million de téléspectateurs[12] (première diffusion)

- Shel Bailey : Ruthless
- Bubba Ganter : Bunny
- Austin Trace : Jake

### Épisode 13:Lama lama crache crache
- États-Unis : 25 mars 2017 sur Nickelodeon
- France : 12 juin 2017 sur Nickelodeon France

- États-Unis : 1,53 million de téléspectateurs[13] (première diffusion)

Todd Bosley : Teague

### Épisodes 14 et 15:Clam Shakers
Première partie :
- États-Unis : 6 mai 2017 sur Nickelodeon
- France : 29 septembre 2018 sur Nickelodeon France

Deuxième partie :
- États-Unis : 13 mai 2017 sur Nickelodeon
- France : 6 octobre 2018 sur Nickelodeon France

Première partie :
- États-Unis : 1,39 million de téléspectateurs[14] (première diffusion)

Deuxième partie :
- États-Unis : 1,23 million de téléspectateurs[15] (première diffusion)

- Shel Bailey : Ruthless
- Bubba Ganter : Bunny
- Todd Bosley : Teague
- Brian Houtz : Jerry Stone
- Rachna Khatau : Pam Chowdree
- Harry Van Gorkum : Mr. Skaggs

### Épisode 16:Wingsuit et bottes volantes
- États-Unis : 20 mai 2017 sur Nickelodeon
- France : 15 septembre 2018 sur Nickelodeon France

- États-Unis : 1,40 million de téléspectateurs[16] (première diffusion)

### Épisode 17:Carly ou Sam?
- États-Unis : 9 septembre 2017 sur Nickelodeon
- France : 13 septembre 2018 sur Nickelodeon France

- États-Unis : 1,10 million de téléspectateurs[17] (première diffusion)

- Shel Bailey : Ruthless
- Bubba Ganter : Bunny

Invité spécial : Nathan Kress

### Épisode 18:Celui qui kidnappe un singe
- États-Unis : 16 septembre 2017 sur Nickelodeon
- France : 1er septembre 2018 sur Nickelodeon France

- États-Unis : 1,23 million de téléspectateurs[18] (première diffusion)

- Bubba Ganter : Bunny
- Megan Richie : Candice

### Épisode 19:L'attrape-Trip
- États-Unis : 23 septembre 2017 sur Nickelodeon
- France : 22 septembre 2018 sur Nickelodeon France

- États-Unis : 1,65 million de téléspectateurs[19] (première diffusion)

- Bubba Ganter : Bunny
- Shelby Simmons : Shanelle

### Épisode 20:L'échange
- États-Unis : 30 septembre 2017 sur Nickelodeon
- France : 29 septembre 2018 sur Nickelodeon France

- États-Unis : 1,35 million de téléspectateurs[20] (première diffusion)

- Shel Bailey : Ruthless
- Bubba Ganter : Bunny

### Épisode 21:Enfants qui dansent, cochon qui vole
- États-Unis : 7 octobre 2017 sur Nickelodeon
- France : 8 septembre 2018 sur Nickelodeon France

- États-Unis : 1,35 million de téléspectateurs[21] (première diffusion)

- Shel Bailey : Ruthless
- Bubba Ganter : Bunny
- Roy Abramsohn : J.R.
- Shawn Law : B.J.

### Épisode 22:Guerre et pêche
- États-Unis : 14 octobre 2017 sur Nickelodeon
- France : 15 septembre 2018 sur Nickelodeon France

- États-Unis : 1,13 million de téléspectateurs[22] (première diffusion)

- Shel Bailey : Ruthless
- Bubba Ganter : Bunny

### Épisode 23:Jeux d'espions
- États-Unis : 21 octobre 2017 sur Nickelodeon
- France : 29 septembre 2018 sur Nickelodeon France

- États-Unis : 1,16 million téléspectateurs[23] (première diffusion)

- Shel Bailey : Ruthless
- Bubba Ganter : Bunny

### Épisode 24:Amour et travail
- États-Unis : 4 novembre 2017 sur Nickelodeon
- France : 1er septembre 2018 sur Nickelodeon France

- États-Unis : 1,38 million de téléspectateurs[24] (première diffusion)

- Shel Bailey : Ruthless
- Bubba Ganter : Bunny
- Todd Bosley : Teague
- Regi Davis : Mr. Sammich